# Mohács
Mohács là một thành phố thuộc hạt Baranya, Hungary. Thành phố này có diện tích 112,23 km², dân số năm 2010 là 18993 người, mật độ 169 người/km².